# Igreja Católica Bizantina Húngara
A Igreja Católica Bizantina Húngara, ou a Igreja Greco-Católica Húngara, é uma Igreja particular oriental sui iuris em comunhão com a Igreja Católica, mas com autonomia própria. Isto quer dizer que ela, nunca abandonando as suas veneráveis tradições e ritos litúrgicos orientais, aceita a autoridade e primazia do Papa. Unida formal e oficialmente à Santa Sé em 1646, os greco-católicos húngaros só tiveram a sua primeira eparquia em 1912. Antes disso, eram cuidados e assitidos por clérigos pertencentes à Eparquia Rutena de Mukachevo.

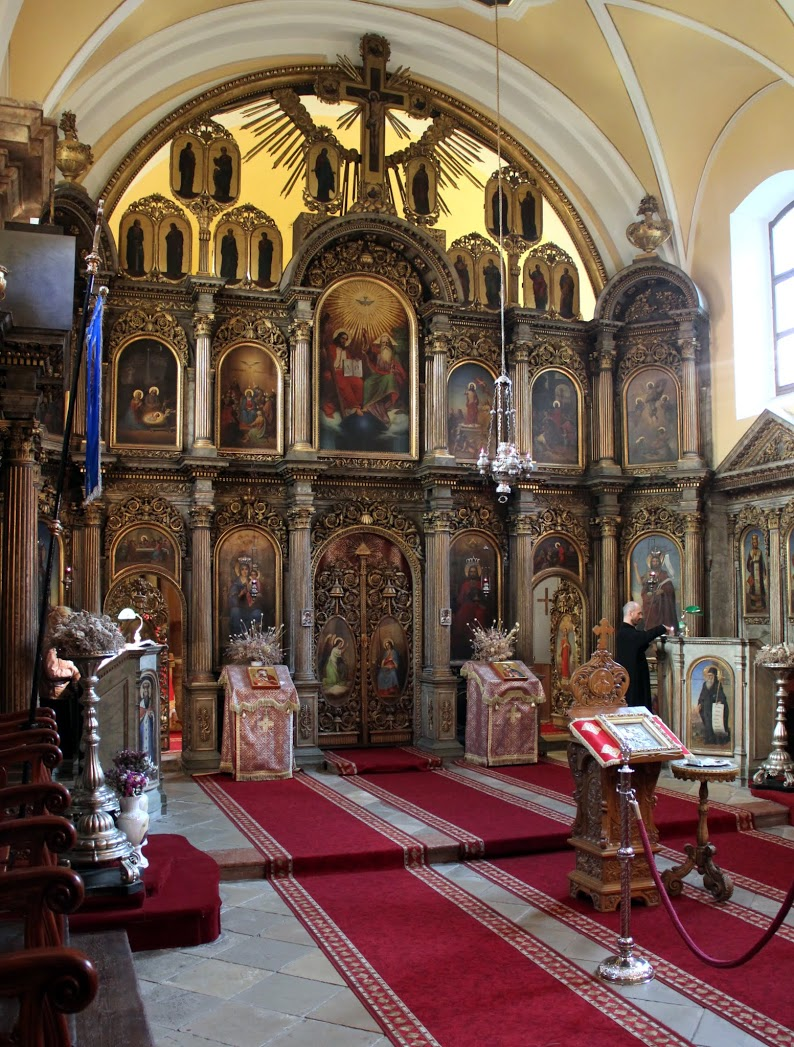
Iconostasia na igreja sérvia de Pest

Actualmente, esta Igreja oriental é governada pelo Arcebispo Metropolita de Hajdúdorog, mas sempre sob a supervisão do Papa. Esta Igreja conta com cerca de 326 mil fiéis, concentrados na sua esmagadora maioria na Hungria. O seu rito litúrgico é de tradição oriental bizantina e utiliza o húngaro como língua litúrgica.
A simples existência da Igreja Greco-Católica Húngara não significa que a Hungria não tenha católicos de rito latino. Aliás, os católicos latinos constituem a esmagadora maioria dos católicos existentes na Hungria.

## História
Os greco-católicos húngaros concentraram-se inicialmente naquilo que é agora o nordeste da Hungria. Esta região foi historicamente habitada também por ortodoxos da cordilheira dos Cárpatos. Estes greco-católicos foram atendidos pela Eparquia Rutena de Mukachevo (em húngaro: Munkács). No século XVIII, muitos protestantes húngaros aderiram à Igreja Católica Romana, mas adoptaram o rito bizantino local, em vez do rito romano.
Talvez em grande parte devido a esta última razão, os greco-católicos húngaros começaram a usar a língua húngara na sua liturgia. Uma tradução húngara da Divina Liturgia de São João Crisóstomo foi publicado em 1795 para o estudo privado e académico. Representantes das 58 paróquias de língua húngara reuniram-se em 1868 e, naquela reunião, decidiram criar uma organização para promover o uso litúrgico da língua húngara e a criação de uma eparquia separada da Igreja Católica Rutena. Em 1882 assistiu-se inclusivamente à publicação, sem aprovação formal eclesiástica, de uma tradução húngara da Divina Liturgia de São João Crisóstomo para o uso litúrgico nas missas, que foi logo seguido por diversas traduções húngaras de outros textos litúrgicos bizantinos. Finalmente, em 8 de Junho de 1912, o Papa São Pio X estabeleceu a Eparquia de Hajdúdorog, a base e o centro de organização da Igreja Húngara de rito oriental.
Em 4 de Junho de 1924, o exarcado apostólico de Miskolc foi criado. Num primeiro momento - porque naquela época o exarcado continuou a usar o eslavo eclesiástico como língua litúrgica -, esta circunscrição eclesiástica foi classificada como rutena, mas agora ela é considerada uma parte da Igreja Greco-Católica Húngara. Em 2015, o Exarcado Apostólico de Miskolc foi elevado a Eparquia.
Em 2015, a Eparquia de Hajdúdorog foi elevada a Arquieparquia Metropolitana, com duas eparquias sufragâneas: a Eparquia de Miskolc (anterior exarcado apostólico) e a Eparquia de Nyíregyháza (criada em 2015). Os seus bispos fazem parte da Conferência Episcopal da Hungria, que é maioritariamente constituída por bispos de rito latino.
Um pequeno número de greco-católicos húngaros emigraram para a América do Norte, onde as suas poucas paróquias são ainda hoje cuidadas, nos EUA, pela Arquieparquia Metropolitana de Pittsburgh (da Igreja Greco-Católica Rutena) e, no Canadá, por eparquias greco-católicas ucranianas.

## Organização territorial
A Igreja Católica Bizantina Húngara é formada pelas seguintes circunscrições eclesiásticas:
- Arquieparquia Metropolitana de Hajdúdorog
  - Eparquia de Miskolc
  - Eparquia de Nyíregyháza